# Kamil Ahmet Çörekçi
Kamil Ahmet Çörekçi (* 1. Februar 1992 in London) ist ein englisch-türkischer Fußballspieler, der für Trabzonspor spielt. Er ist türkisch-zypriotischer Abstammung.

## Jugendkarriere
Çörekçi kam in London als Sohn von türkischen Zyprioten zur Welt. Hier besuchte er die renommierte Caterham High School und begann mit neun Jahren mit dem Vereinsfußball in der Jugend des FC Fulham. Er nahm darüber hinaus 2006 als Spieler der Redbridge District teams an den London Youth Games teil und konnte mit seinem Team nach 50 Jahren wieder diesen Pokal gewinnen. 2008 wechselte er zur Jugendmannschaft des FC Millwall.

## Vereinskarriere

### Bucaspor
2010 nahm er das Angebot des türkischen Süper Lig Aufsteigers Bucaspor an und wechselte in die Türkei. Dort spielte er zunächst zwei Monate in der Reservemannschaft und wurde dann ab November 2010 auch bei den Profis berücksichtigt. Nach der Winterpause eroberte er sich einen Stammplatz und machte bis Saisonende 18 Ligapartien. Bucaspor verpasste jedoch den Klassenerhalt und so spielte Çörekçi mit seinem Verein in der nächsten Spielzeit in der zweitklassigen TFF 1. Lig. Auch hier spielte er regelmäßig und versäumte bis zur Winterpause nur wenige Partien. Am 5. Dezember 2011 wurde bekanntgegeben, dass nach gegenseitigem Einverständnis mit seinem Verein sein laufender Vertrag aufgelöst wurde.

### Kayserispor
Lediglich zwei Tage nach der Auflösung seines Vertrages mit Bucaspor wurde in den Medien über einen Wechsel zum Süper-Lig-Verein Kayserispor spekuliert. Dieses Gerücht bestätigte sich einen Monat später und Çörekçi unterschrieb einen Vierjahresvertrag. Bei Kayserispor spielte er einen Monat lang für die Reservemannschaft und wurde anschließend in den Profi-Kader übernommen. Bis zum Ende der Spielzeit 2011/12 absolvierte er für sein Team acht Ligapartien und zwei Pokalspiele.

### Adana Demirspor (Leihe)
Für die Spielzeit 2013/14 wurde Çörekçi an den Zweitligisten Adana Demirspor ausgeliehen.

### Eskişehirspor
Im Frühjahr 2014 wechselte er zum Erstligisten Eskişehirspor.

### Trabzonspor
Mit dem Vertragsende verließ Çörekçi den mittlerweile in der TFF 1. Lig spielenden Verein Eskişehirspor und wechselte zum Traditionsklub Trabzonspor.

## Nationalmannschaftskarriere
Kamil Ahmet Çörekçi fing früh an für die türkischen Jugendnationalmannschaften zu spielen. Er durchlief ab der U-16 nahezu alle Jugendmannschaften. 2009 nahm er mit der türkischen U-17-Auswahl an der U-17-Fußball-Weltmeisterschaft 2009 teil und erreichte mit seiner Mannschaft das Viertelfinale. 
Mit der U-19 nahm er an der U-19-Fußball-Europameisterschaft 2011 teil, schied aber bereits in der Gruppenphase mit seiner Mannschaft aus dem Turnier aus. Anschließend folgten 19 Einsätze für die türkischen U-17-Nationalmannschaft. 2014 debütierte er auch für die 2. Auswahl der türkischen Nationalmannschaft, für die türkische A2-Nationalmannschaft.